# Webhosting

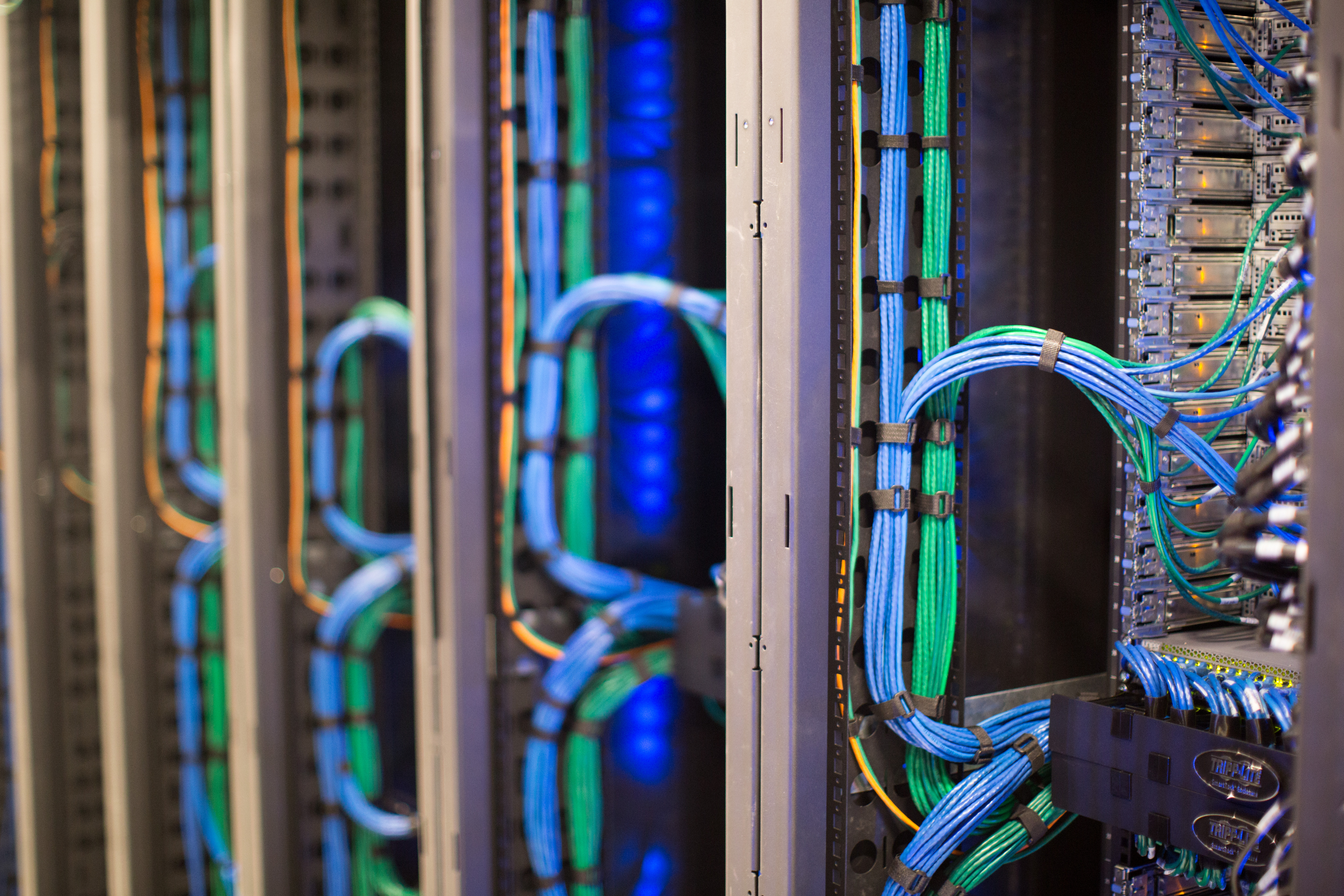
Webhosting maakt gebruik van servers. Op de foto het serverpark dat gebruikt wordt om Wikipedia te hosten.

Webhosting is een dienst die particulieren of bedrijven ruimte aanbiedt voor het opslaan van informatie, afbeeldingen, of andere inhoud die toegankelijk is via een website. Om snelheid en veiligheid te garanderen en ervoor zorg te dragen dat een website altijd beschikbaar is, worden deze opgeslagen bij een hostingbedrijf.

## Soorten webhosting
Hosting kan onderverdeeld worden in verschillende soorten, zoals shared hosting, virtual private server, cloudhosting, dedicated hosting, co-location-hosting, reseller-webhosting en WordPress-hosting.

### Shared hosting
Een website wordt geplaatst op dezelfde server als andere websites, met een aantal wat kan variëren van enkelen tot honderden websites. Dit type hosting wordt gebruikt door veruit de meeste websites en is in de regel geschikt voor relatief kleinere websites of sites die niet heel veel resources gebruiken. Daar waar vroeger een site op een shared-hostingserver andere websites kon vertragen of zelfs offline kon gooien door een bezoekersgolf, is dit tegenwoordig bij de meeste moderne hosting providers niet meer zo dankzij oplossingen zoals CloudLinux OS. Shared hosting is het goedkoopste en meest eenvoudig te gebruiken type hosting en past het beste bij statische, content-gedreven websites.   

### Virtual Private Server (VPS)
Met een VPS delen gebruikers nog steeds een server met andere websites. Het grote verschil is dat het er meestal een stuk minder zijn. Daarnaast simuleert een VPS de ervaring van dedicated hosting. Een VPS wordt opgedeeld in kleinere virtuele servers. Hierdoor hoeft er geen hardware aangeschaft te worden, maar wordt er een klein gedeelte van de server gehuurd/gekocht. Elke klant heeft dan beheerder- of root-rechten om de server te configureren en gebruikers rechten toe te kennen. De klant kan een VPS ook voor andere toepassingen dan websites gebruiken. Als een virtuele server crasht, dan hebben de andere klanten daar geen last van. Processorcapaciteit en bandbreedte naar de harde schijf worden wel gedeeld door de klanten. Een VPS vereist iets meer technisch vernuft dan shared hosting en is meestal ook duurder. Het wordt vaak gebruikt door sites die meer resources vereisen, zoals webshops.  

### Cloudhosting
Dit is een soort hosting waarbij een website zich bevindt op een cluster van aan elkaar gekoppelde servers. Gaat een van deze servers offline, dan kunnen andere servers in de bres springen. Dit type hosting is stabiel, relatief eenvoudig op te schalen, en snel. Het is geschikt voor grotere of snelgroeiende websites die op een flexibele manier extra hosting resources toe moeten kunnen voegen. 

### Dedicated hosting
Bij dedicated hosting krijgt de gebruiker toegang tot een eigen, ongedeelde server. De gebruiker heeft volledige controle over de server (root access voor Linux, administrator access voor Windows). Echter, de gebruiker huurt de server nog steeds van een hostingbedrijf. Dedicated hosting is een van de duurste vormen van webhosting en wordt vooral gebruikt door zeer grote sites of sites die met erg gevoelige data in de weer gaan. 

### Co-location-hosting
De klant plaatst een eigen server in de ruimte van de colocatieprovider. Het is vereist om een "19" rack mountable"-server te plaatsen van 1, 2 of 4U (Units) 1U = 1,73 inch hoog = 4,4 cm. Ook hier heeft de klant rekening te houden met datalimiet, maar harde schijven kunnen naar gewenste hoeveelheid worden geplaatst of vervangen door grotere. Dit is de duurste en meest krachtige vorm van webhosting. 

### Reseller-webhosting
Bestemd voor wie zelf webhostingdiensten aan wil bieden. Voorziet in een hoge schijfruimte en bandbreedte die verdeeld kan worden over alle sites die de gebruiker erop wil plaatsen. Te vergelijken met shared hosting, maar de afnemer heeft meer vrijheid en kan zelf webhosting verkopen.

### (Managed) WordPress-hosting
(Managed) WordPress-hosting is specifiek gericht op WordPress-websites. De servers zijn dusdanig ingesteld dat WordPress-sites er optimaal op draaien. Hoewel er geen objectief vastgestelde definitie is, bedoelen mensen met managed WordPress-hosting een luxueuzere vorm van WordPresshosting die betere beveiliging, staging-omgeving, automatische back-ups, servercaching, meer snelheid en andere geavanceerde eigenschappen biedt. De hostingprovider neemt bij dit soort hosting het management van de servers volledig voor haar rekening.

## Diensten van webhosting-providers
Er zijn vele providers voor webhosting. Hoewel dit in principe afzonderlijke diensten zijn, zorgt een webhosting-provider vaak ook voor de registratie van een domeinnaam en het opzetten van nameservers.
Veel internetaanbieders (of -providers) geven klanten de mogelijkheid om zelf een persoonlijke webpagina te hebben. Andere commerciële internetaanbieders vragen een prijs voor deze dienst. Er zijn ook bedrijven die (nog steeds) gratis deze dienst verlenen, al dan niet met plaatsing van een banner op de website.
In Nederland zijn er onderhand weinig onafhankelijke hostingproviders meer te vinden. De meeste bekende providers maken deel uit van een conglomeraat. 
Hostingproviders concurreren met elkaar op de volgende vlakken:
- Snelheid. Er zitten zeer grote verschillen in servertechnologie, waardoor een website veel sneller kan laden op de ene hostingprovider dan op de andere.
- Stabiliteit en uptime. Een percentage van een jaar waarin een website publiekelijk beschikbaar is.
- Klantenservice. Sommige providers zijn 24/7 te bereiken via telefoon, livechat en e-mail. Anderen zijn enkel beschikbaar op werkdagen.
- Features. Belangrijke kenmerken kunnen zijn een testomgeving, dagelijkse back-ups en het zelf instellen van de PHP-versie.

## Platform
Bij de meeste providers draait de server onder het besturingssysteem Linux, met een Apache-webserver, een MySQL-database en de scripttaal PHP. Deze combinatie heet ook wel LAMP, en is met name populair omdat deze software geen licentiekosten met zich meebrengt. Sommige webserver-toepassingen, zoals Active Server Pages (ASP of ASP.NET) en koppeling naar een Microsoft Access-database zijn meer geschikt voor een Windows-server, wat echter wel meer licentiekosten met zich meebrengt. Tegenwoordig zijn er ook mogelijkheden om ASP op een Linux-server te gebruiken. Om zijn gehoste website te beheren, kan een klant vaak gebruikmaken van speciale beheersoftware, zoals cPanel, Plesk en DirectAdmin.